# Prefectura del pretorio de Iliria

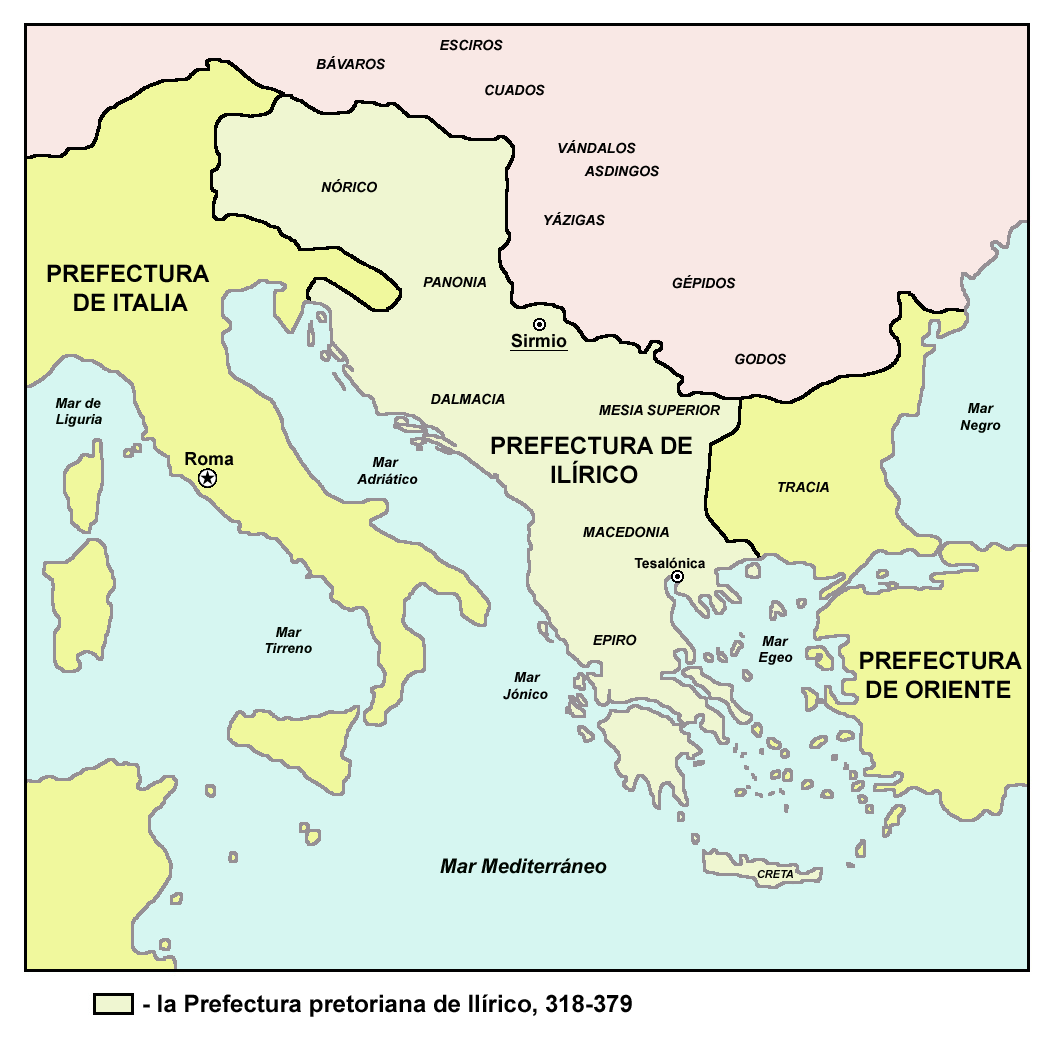
Mapa de la Prefectura del Pretorio de Iliria

La Prefectura del pretorio de Iliria (en latín: praefectura praetorio per Illyricum: praefectura praetorio por Illyricum
, en griego: ἐπαρχότης/ὑπαρχία [τῶν πραιτωρίων] τοῦ Ἰλλυρικοῦ: ἐπαρχότης/ὑπαρχία [τῶν πραιτωρίων] τοῦ Ἰλλυρικοῦ, también denominado sencillamente la Prefectura de Illyricum) era una de las cuatro prefecturas del pretorio en las que fue dividido el Imperio romano tardío.
El centro administrativo de la prefectura era Sirmio (375-379), y, después de 379, Salónica. Tomó su nombre de la antigua provincia de Illyricum, que a su vez lo tomó de la antigua Illyria, y en su mayor expansión abarcaba Panonia, Nórico, Creta, y la mayoría de la península balcánica, excepto Tracia.

## Historia administrativa
A diferencia de las otras tres prefecturas clásicas que son mencionadas en la Notitia dignitatum, (la Galia, la Italia-África y la Oriente), la historia administrativa temprana de Iliria como prefectura durante el siglo IV implicó su abolición, re-establecimiento y división varias veces.
Inicialmente los territorios comprendidos en la más tarde prefectura pretoriana de Iliria pertenecían a la Prefectura de Italia, Illyricum y África. Fue establecida como prefectura pretoriana con derecho propio durante las luchas dinásticas entre los hijos de Constantino el Grande que siguieron a su muerte en 337. Parece que las tres diócesis de Macedonia, Dacia y Panonia fueron primero agrupadas juntas en una prefectura separada en 347 por Constante, para sacarlas de la prefectura de Italia, Illyricum y África (que entonces se convirtió en la prefectura de Italia y África) o que esta prefectura pretoriana se formó en 343 cuando Constante nombró un prefecto para Italia. 
Se mantuvo en vigor hasta 361, cuando fue abolido por emperador Juliano, y luego revivió bajo Graciano entre 375-379. En aquel año la Diócesis de Panonia (Illyricum occidentale) fue otra vez añadida a Italia como  "Diócesis de Illyricum", mientras Macedonia y Dacia (Illyricum orientale) estuvo brevemente gobernada directamente por Teodosio I desde Tesalónica. Durante los años 384-395 fueron otra vez incorporados a la prefectura italiana, excepto un corto periodo en 388-391, cuando las dos diócesis formaron una prefectura separada.

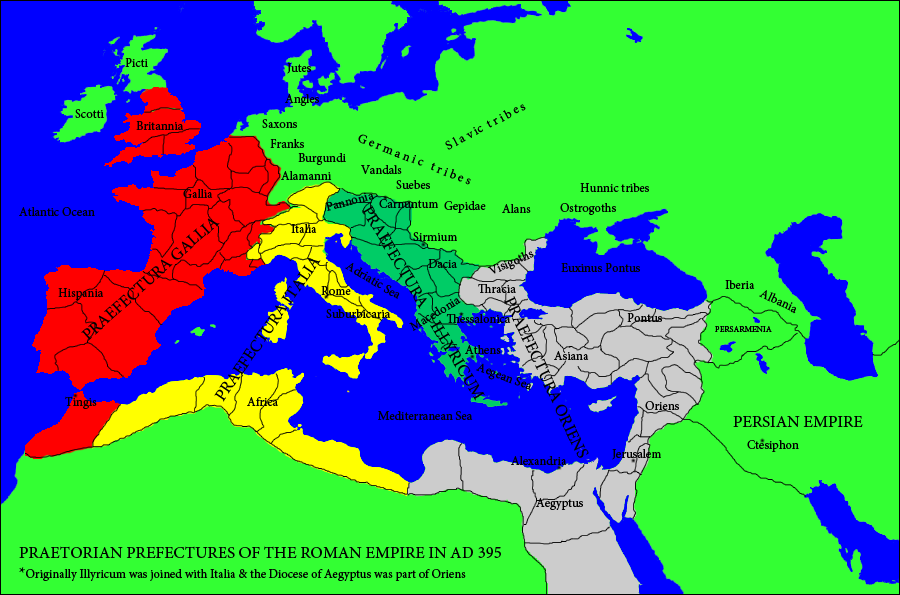
Prefecturas del Pretorio del Imperio Romano (375-379)

Sólo después de la muerte de Teodosio en 395 y la división del Imperio, asumió  el Illyricum la forma permanente que aparece en la Notitia, incorporando las diócesis de Macedonia y Dacia, con Tesalónica como capital. Sin embargo, el Imperio de Occidente, especialmente durante la regencia de Estilicón, continuó reclamándola hasta que 437 cuando, como parte de la dote de Licinia Eudoxia, Valentiniano III reconoció la soberanía del Este sobre la prefectura. En esta ocasión, parece que la capital de la prefectura se trasladó a Sirmio (437-441), pero el cambio es debatido, ya que el norte de los Balcanes estaba en ese tiempo asolado por las invasiones. Así mismo, la intención de Justiniano I de trasladar la capital a la nueva ciudad de Justiniana Prima en los años 540 quedó incumplida.
Después de las invasiones eslavas en el siglo VII, la mayoría de la zona de influencia balcánica fue perdida por los bizantinos, reteniendo sólo el control de las partes de Tracia más cercanos a Constantinopla, Salónica y sus alrededores, y algunos sectores costeros en Grecia. Un Prefecto del pretorio (ὕπαρχος) está atestiguado en las fuentes como gobernador de Tesalónica tan tarde como los primeros años del siglo IX, una de las últimas supervivencias del viejo sistema administrativo constantiniano en todo el Imperio. En aquel punto sin embargo, las guerras con el creciente poder del Primer Imperio búlgaro necesitaron una reorganización de las provincias, y Tesalónica fue constituida como thema distinto bajo un strategos en algún momento antes de 840.

## Lista de lospraefecti praetorioconocidos para Illyricum
- Vulcacio Rufino (347-352)
- Anatolio (-360)
- Florencio (360)
- Sexto Claudio Petronio Probo

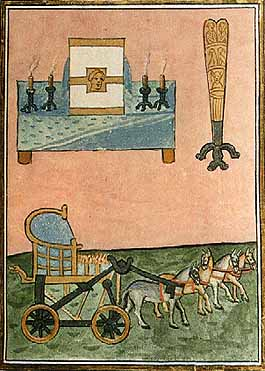
Insignia del Prefecto del Pretorio del Illyricum

- Quinto Clodio Hermogeniano Olybrio (378-379)
- Vettio Agorio Praetextato (384, también Prefecto pretoriano de Italia)
- Flavio Eutychiano (396-397)
- Anatolio (397-399)
- Herculio (408-410)
- Leoncio (412-413)
- Flavio Junio Cuarto Paladio (416-421, también Prefecto pretoriano de Italia)
- Gesio (Algunos fechan entre 421 y 443)
- Flavio Anthemio Isidoro (424)
- Flavio Simplicio Regino (435)
- Eubulo (436)
- Thalasio (439)
- Apraeumio (441)
- Eulogio (c. 451)
- Valentiniano (452)
- Callicrates (468-469)
- Iohannes (472)
- Basilides (529)